# Dedimar
Dedimar Souza Lima (Irecê, 27 gennaio 1976) è un allenatore di calcio ed ex calciatore brasiliano.

## Palmarès

### Club

#### Competizioni statali
- Campionato Baiano: 2

Vitória: 1995, 1996
- Campionato Paranaense: 1

Coritiba: 1999
- Campeonato Paulista Série A2: 2

Paulista: 2001
Santo André: 2008
- Copa Paulista: 2

Santo André: 2003
Juventus-SP: 2007
- Campeonato Paulista Série A3: 1

Red Bull Brasil: 2010

#### Competizioni nazionali
- Campionato giapponese: 1

Júbilo Iwata: 1999
- Coppa J. League: 1

Júbilo Iwata: 1998
- Campeonato Brasileiro Série C: 1

Paulista: 2001
- Coppa del Brasile: 1

Santo André: 2004

#### Competizioni internazionali
- Coppa CONMEBOL: 1

Atlético Mineiro: 1997
- AFC Champions League: 1

Júbilo Iwata: 1998-1999
- Supercoppa d'Asia: 1

Júbilo Iwata: 1999